# Erik Årman
Erik Årman, född 23 juli 1970 i Hägerstens församling, Stockholm, är en svensk operasångare (tenor). Han utbildade sig på musikhögskolan i Wien och vid konservatoriet i Wien hos Sebastian Vittucci. Han har sjungit vid flera internationella operahus och festivaler. Hans repertoar omfattar över 90 roller från barock till modern opera.
Årman är son till barnläkaren Tryggve Årman och TV-journalisten Pia Brandelius. He is married to the Austrian actress Kerstin Gandler.